# کونسادول ۷۷۷۷
سیارک ۷۷۷۷ (به انگلیسی: 7777 Consadole، نامگذاری:1993CO1) هفت هزار و هفتصد و هفتاد و هفتمین سیارک کشف شده‌است که در ۱۵ فوریه ۱۹۹۳ کشف شد.
قدر مطلق سیارک برابر ۱۴٫۰۰ است.